# 가나 바시
가나 바시(Ghana Bassi)는 무라비트 왕조의 정복 당시 가나 제국의 지도자였다. 무라비트 왕조는 사하라 사막과 무역로를 찾아다니며 세력을 키웠다. 아부 바크르 이븐 우마르는 세네갈과 사막지대에 숨어 있던 무라비트를 진압하고 가나 제국의 지배를 받던 소닝케족을 정복하기 위해 군대를 보냈다. 무슬림들과 관계가 좋았으나 이슬람교로 개종하기를 거부한 바 있는 바시는 다른 사람들을 전통 신앙으로 개종시키길 원했으며 이는 무라비트를 화나게 만들었다. 1050년 이후 베르베르족이 제국을 침략하기 시작했다. 무라비트는 선교 활동으로 이슬람교로 개종한 타크루르와 동맹을 맺고 1054년 오다그호스트를 함락시켰다. 유수프 이븐 타슈핀이 무라비트 왕조의 아미르가 되었다는 사실이 아부 바크르에게 알려지자, 그는 대신 가나를 정복하기로 결정했다. 1062년 바시처럼 이슬람으로 개종하기를 거부한 툰카 마닌이 가나 자리를 물려받았다. 1076년 무라비트에 의해 제국은 멸망했지만 1087년에 다시 부활했다. 상류층의 지배적인 종교가 된 이슬람은 이제 모든 주체에게 강요되고 있었다.